# Persone di nome Claudia
| Questa pagina contiene informazioni ricavate automaticamente dalle voci biografiche con l'ausilio del template Bio e di un bot. L'aggiornamento è periodico e automatico e ricostruisce completamente la pagina. Se manca una persona in questa lista, sei pregato di non aggiungerla, ma accertati piuttosto che la sua voce biografica contenga il template Bio e che i dati anagrafici siano correttamente compilati. Se il template Bio manca, inseriscilo tu stesso o, in alternativa, metti l'avviso {{tmp\|Bio}} che ne segnala la mancanza. Se i dati riportati sono sbagliati, correggi direttamente la voce biografica; le modifiche saranno visibili in questa lista entro pochi giorni. Per chiarimenti vedi il progetto antroponimi. La lista contiene solo le 238 persone che sono citate nell'enciclopedia e per le quali è stato implementato correttamente il template Bio. Pagina aggiornata al 6 mag 2025. |

Questa è una lista di persone presenti nell'enciclopedia che hanno il nome Claudia, suddivise per attività principale.

## Allenatrici di calcio(1)
- Claudia Ceccarelli, allenatrice di calcio e ex calciatrice italiana (Frascati, n. 1989)

## Allenatrici di ginnastica(1)
- Claudia Ferrè, allenatrice di ginnastica e ex ginnasta italiana (Lissone, n. 1966)

## Annunciatrici televisive(2)
- Claudia Andreatti, annunciatrice televisiva, ex modella e conduttrice televisiva italiana (Trento, n. 1987)
- Claudia Winkleman, annunciatrice televisiva e giornalista britannica (n. 1972)

## Archeologhe(1)
- Claudia Melisch, archeologa tedesca (n. 1968)

## Arciere(1)
- Claudia Mandia, arciera italiana (Battipaglia, n. 1992)

## Atlete paralimpiche(2)
- Claudia Meier, ex atleta paralimpica tedesca (Rethen, n. 1960)
- Claudia Nicoleitzik, atleta paralimpica tedesca (Saarbrücken, n. 1989)

## Attrici(49)
- Claudia Alfonso, attrice italiana (Bari, n. 1984)
- Claudia Balboni, attrice, doppiatrice e direttrice del doppiaggio italiana (Roma, n. 1957)
- Claudia Barbieri, attrice e regista teatrale italiana (Milano, n. 1971)
- Claudia Barrett, attrice statunitense (Sherman Oaks, n. 1929 - Palm Desert, † 2021)
- Claudia Bassols, attrice spagnola (Barcellona, n. 1979)
- Claudia Black, attrice australiana (Sydney, n. 1972)
- Claudia Cavalcanti, attrice e conduttrice televisiva italiana (Roma, n. 1966)
- Claudia Christian, attrice statunitense (Glendale, n. 1965)
- Claudia Coli, attrice italiana (Milano, n. 1976)
- Claudia Conserva, attrice e conduttrice televisiva cilena (Santiago del Cile, n. 1974)
- Claudia Dell, attrice statunitense (San Antonio, n. 1910 - Los Angeles, † 1977)
- Claudia Doumit, attrice australiana (Sydney, n. 1992)
- Claudia Drake, attrice statunitense (Los Angeles, n. 1918 - Los Angeles, † 1997)
- Claudia Gaffuri, attrice italiana (Albese con Cassano, n. 1985)
- Claudia Galli, attrice e doppiatrice svedese (Stoccolma, n. 1978)
- Claudia Galán, attrice, ballerina e modella spagnola (Madrid, n. 1993)
- Claudia Gerini, attrice italiana (Roma, n. 1971)
- Claudia Giannotti, attrice italiana (Campobasso, n. 1937 - Torino, † 2020)
- Claudia Gravy, attrice spagnola (Boma, n. 1945)
- Claudia Jessie, attrice britannica (Moseley, n. 1989)
- Claudia Karvan, attrice australiana (Sydney, n. 1972)
- Claudia Koll, attrice italiana (Roma, n. 1965)
- Claudia Lawrence, attrice e ballerina italiana (Verona, n. 1925)
- Claudia Lössl, attrice e doppiatrice tedesca (Monaco di Baviera, n. 1966)
- Claudia Marsani, attrice italiana (Nairobi, n. 1959)
- Claudia Marsicano, attrice e regista italiana (Napoli, n. 1992)
- Claudia McNeil, attrice statunitense (Baltimora, n. 1917 - Englewood, † 1993)
- Claudia Michelsen, attrice tedesca (Dresda, n. 1969)
- Claudia Mori, attrice, cantante e produttrice discografica italiana (Roma, n. 1944)
- Claudia Muzii, attrice italiana (Roma, n. 1966)
- Claudia Pandolfi, attrice italiana (Roma, n. 1974)
- Claudia Pellicer, attrice, ballerina e modella spagnola (Castellón de la Plana, n. 2000)
- Claudia Penoni, attrice, doppiatrice e comica italiana (Torino, n. 1962)
- Claudia Pittelli, attrice, doppiatrice e dialoghista italiana (Roma, n. 1973)
- Claudia Poggiani, attrice e drammaturga italiana (Roma, n. 1951 - Roma, † 2002)
- Claudia Potenza, attrice italiana (Manfredonia, n. 1981)
- Claudia Ruffo, attrice italiana (Napoli, n. 1980)
- Claudia Salas, attrice spagnola (Madrid, n. 1994)
- Claudia Shear, attrice e drammaturga statunitense (Brooklyn, n. 1962)
- Claudia Soberón, attrice messicana (Città del Messico, n. 1977)
- Claudia Sulewski, attrice statunitense (Chicago, n. 1996)
- Claudia Tagbo, attrice ivoriana (Abidjan, n. 1973)
- Claudia Tempestini, attrice italiana (Milano, n. 1940)
- Claudia Traisac, attrice spagnola (Leganés, n. 1992)
- Claudia Tranchese, attrice italiana (Brusciano, n. 1989)
- Claudia Vegliante, attrice italiana (Roma, n. 1967)
- Claudia Vismara, attrice italiana (Bollate, n. 1987)
- Claudia Wells, attrice statunitense (Kuala Lumpur, n. 1966)
- Claudia Zanella, attrice italiana (Firenze, n. 1979)

## Attrici pornografiche(1)
- Claudia Rossi, ex attrice pornografica slovacca (Myjava, n. 1983)

## Calciatrici(15)
- Claudia Bunge, calciatrice neozelandese (Auckland, n. 1999)
- Claudia Cagnina, calciatrice peruviana (Valley Stream, n. 1997)
- Claudia Carta, calciatrice italiana (Sassari, n. 1990)
- Claudia Ciccotti, calciatrice italiana (Roma, n. 1994)
- Christiane Endler, calciatrice cilena (Santiago del Cile, n. 1991)
- Claudia Ferrato, calciatrice italiana (Padova, n. 1996)
- Claudia Galassi, calciatrice italiana (Jesi, n. 1996)
- Claudia Mariani, ex calciatrice italiana (Cesena, n. 1983)
- Claudia Mauri, calciatrice italiana (Vizzolo Predabissi, n. 1992)
- Claudia Müller, ex calciatrice tedesca (Brema, n. 1974)
- Claudia Palombi, calciatrice italiana (Roma, n. 1997)
- Claudia Pina, calciatrice spagnola (Montcada i Reixac, n. 2001)
- Claudia Squizzato, calciatrice italiana (Bassano del Grappa, n. 1986)
- Claudia Wenger, calciatrice austriaca (Steyr, n. 2001)
- Claudia Zornoza, calciatrice spagnola (Madrid, n. 1990)

## Canottiere(3)
- Claudia Belderbos, canottiera olandese (Doorn, n. 1985)
- Claudia Blasberg, ex canottiera tedesca (Dresda, n. 1975)
- Claudia Wurzel, canottiera italiana (Marburg, n. 1987)

## Cantanti(6)
- Claudia Beni, cantante croata (Abbazia, n. 1986)
- Claudia Brücken, cantante e produttrice discografica tedesca (Berching, n. 1963)
- Claudia Faniello, cantante maltese (Qawra, n. 1988)
- Claudia Jung, cantante e attrice tedesca (Ratingen, n. 1964)
- Claudia Leitte, cantante, musicista e ballerina brasiliana (São Gonçalo, n. 1980)
- Claudia Sessa, cantante, compositrice e monaca cristiana italiana (Milano)

## Cantautrici(3)
- Levante, cantautrice e scrittrice italiana (Caltagirone, n. 1987)
- Claudia Megrè, cantautrice e musicista italiana (Napoli, n. 1986)
- Baby K, cantautrice e rapper italiana (Singapore, n. 1983)

## Cestiste(9)
- Claudia Barzaghi, ex cestista italiana (Giussano, n. 1973)
- Claudia Brassard, ex cestista canadese (Kuala Lumpur, n. 1975)
- Claudia Bürger, ex cestista tedesca (Haan, n. 1963)
- Claudia Chessari, cestista italiana (Ragusa, n. 2005)
- Claudia Corbani, ex cestista italiana (Milano, n. 1978)
- Claudia Gasperini, ex cestista italiana (Roma, n. 1974)
- Claudia Gattini, ex cestista italiana (Roma, n. 1979)
- Claudia Peracchia, ex cestista e allenatrice di pallacanestro italiana (Pescara, n. 1972)
- Claudia Pop, cestista rumena (Satu Mare, n. 1989)

## Cicliste su strada(1)
- Claudia Lichtenberg, ex ciclista su strada tedesca (Monaco di Baviera, n. 1985)

## Compositrici(1)
- Claudia Montero, compositrice e pianista argentina (Buenos Aires, n. 1962 - Valencia, † 2021)

## Conduttrici radiofoniche(2)
- Claudia Cassani, conduttrice radiofonica italiana (Milano, n. 1974)
- Claudia Quadri, conduttrice radiofonica, conduttrice televisiva e scrittrice svizzera (Lugano, n. 1965)

## Conduttrici televisive(2)
- Claudia Jordan, conduttrice televisiva e conduttrice radiofonica statunitense (Providence, n. 1973)
- Claudia Morandini, conduttrice televisiva, conduttrice radiofonica e ex sciatrice alpina italiana (Trento, n. 1982)

## Diplomatiche(1)
- Claudia Fritsche, diplomatica liechtensteinese (Mauren, n. 1952)

## Dirigenti sportive(2)
- Claudia Giordani, dirigente sportiva e ex sciatrice alpina italiana (Roma, n. 1955)
- Claudia Strobl, dirigente sportiva e ex sciatrice alpina austriaca (Afritz, n. 1965)

## Doppiatrici(2)
- Claudia Catani, doppiatrice e direttrice del doppiaggio italiana (Teheran, n. 1969)
- Claudia Razzi, doppiatrice e direttrice del doppiaggio italiana (Roma, n. 1962)

## Drammaturghe(1)
- Claudia Castellucci, drammaturga, coreografa e insegnante italiana (Cesena, n. 1958)

## Economiste(2)
- Claudia Maria Buch, economista tedesca (Paderborn, n. 1966)
- Claudia Goldin, economista statunitense (New York, n. 1946)

## First lady(1)
- Lady Bird Johnson, first lady statunitense (Karnack, n. 1912 - West Lake Hills, † 2007)

## Fisiche(1)
- Claudia Alexander, geofisica statunitense (Vancouver, n. 1959 - Arcadia, † 2015)

## Fondiste(1)
- Claudia Nystad, ex fondista tedesca (Zschopau, n. 1978)

## Giavellottiste(1)
- Claudia Coslovich, ex giavellottista italiana (Trieste, n. 1972)

## Ginnaste(3)
- Claudia Fragapane, ginnasta britannica (Bristol, n. 1997)
- Claudia Presăcan, ex ginnasta romena (Sibiu, n. 1979)
- Claudia Sparpaglione, ex ginnasta italiana (Seregno, n. 1986)

## Giocatrici di curling(1)
- Claudia Alverà, giocatrice di curling italiana (Cortina d'Ampezzo, n. 1966)

## Giornaliste(5)
- Claudia Jones, giornalista e attivista trinidadiana (Belmont, n. 1915 - Londra, † 1964)
- Claudia Marchionni, giornalista italiana (Pesaro, n. 1968)
- Claudia Peroni, giornalista e conduttrice televisiva italiana (Trento, n. 1957)
- Claudia Vinciguerra, giornalista, critica cinematografica e critica televisiva italiana (Napoli, n. 1923 - Roma, † 2010)
- Claudia de Lillo, giornalista, scrittrice e conduttrice radiofonica italiana (Milano, n. 1970)

## Hockeiste su prato(1)
- Claudia Burkart, hockeista su prato argentina (Buenos Aires, n. 1980)

## Imperatrici(1)
- Claudia Ottavia, imperatrice romana (Roma, n. 40 - Pandataria, † 62)

## Insegnanti(1)
- Claudia Rapp, insegnante tedesca (Gießen, n. 1961)

## Judoka(2)
- Claudia Heill, judoka austriaca (Vienna, n. 1982 - Vienna, † 2011)
- Claudia Zwiers, ex judoka olandese (Haarlem, n. 1973)

## Magistrati(1)
- Claudia Metrodora, magistrato

## Marciatrici(1)
- Claudia Ștef, marciatrice rumena (Craiova, n. 1978)

## Medagliste(1)
- Claudia Momoni, medaglista italiana (Roma, n. 1963)

## Mezzofondiste(4)
- Claudia Bobocea, mezzofondista rumena (Bucarest, n. 1992)
- Claudia Hollingsworth, mezzofondista australiana (Melbourne, n. 2005)
- Claudia Pinna, mezzofondista italiana (San Gavino Monreale, n. 1977)
- Claudia Salvarani, mezzofondista italiana (Piacenza, n. 1975)

## Modelle(10)
- Claudia Ciesla, modella tedesca (Wodzisław Śląski, n. 1987)
- Claudia Ferraris, modella italiana (Bergamo, n. 1988)
- Claudia Galanti, modella, showgirl e attrice paraguaiana (Asunción, n. 1981)
- Claudia Jennings, modella e attrice statunitense (Saint Paul, n. 1949 - Malibù, † 1979)
- Claudia Moreno, modella venezuelana (Caracas, n. 1977)
- Claudia Ortiz, modella peruviana (Arequipa, n. 1981)
- Claudia Rivelli, ex modella italiana (Roma, n. 1950)
- Claudia Schiess, modella ecuadoriana (Isola Santa Cru, n. 1989)
- Claudia Schiffer, supermodella, attrice e produttrice cinematografica tedesca (Rheinberg, n. 1970)
- Claudia Trieste, ex modella e showgirl italiana (Gioia Tauro, n. 1979)

## Musiciste(1)
- Claudia Campolongo, musicista, attrice cinematografica e attrice teatrale italiana (Livorno, n. 1975)

## Nobildonne(6)
- Claudia Livilla, nobildonna romana († 31)
- Claudia Caterina di Clermont, nobildonna francese (Parigi, n. 1543 - Parigi, † 1603)
- Claudia Marcella maggiore, nobildonna romana
- Claudia Pulcra, nobildonna romana
- Claudia Rangoni, nobildonna italiana (Modena, n. 1537 - Roma, † 1593)
- Claudia Marcella minore, nobildonna romana

## Nobili(3)
- Claudia Augusta, nobile (Antium, n. 63 - † 63)
- Claudia de' Medici, nobile italiana (Firenze, n. 1604 - Innsbruck, † 1648)
- Claudia Francesca di Lorena, nobile francese (Nancy, n. 1612 - Vienna, † 1648)

## Nuotatrici(6)
- Claudia Coletti, nuotatrice artistica statunitense (New York, n. 2002)
- Claudia Hempel, ex nuotatrice tedesca orientale (Merseburg, n. 1958)
- Claudia Hengst, ex nuotatrice tedesca (Gräfelfing, n. 1969)
- Claudia Janvier, nuotatrice artistica francese (n. 2003)
- Claudia Kolb, ex nuotatrice statunitense (Hayward, n. 1949)
- Claudia Poll, ex nuotatrice costaricana (Managua, n. 1972)

## Oceanografe(1)
- Claudia Pasquero, oceanografa e climatologa italiana (Torino, n. 1972)

## Ostacoliste(2)
- Claudia Testoni, ostacolista, velocista e lunghista italiana (Bologna, n. 1915 - Cagliari, † 1998)
- Claudia Zaczkiewicz, ex ostacolista tedesca (Oberhausen, n. 1962)

## Pallanuotiste(1)
- Claudia Roberta Marletta, pallanuotista italiana (n. 1995)

## Pallavoliste(3)
- Claudia Cagninelli, pallavolista italiana (Trescore Balneario, n. 1990)
- Claudia Mazzoni, pallavolista italiana (Fabriano, n. 1980)
- Claudia Provaroni, pallavolista italiana (Roma, n. 1998)

## Partigiane(1)
- Claudia Ruggerini, partigiana italiana (Milano, n. 1922 - Roma, † 2016)

## Pattinatrici artistiche su ghiaccio(2)
- Claudia Kristofics-Binder, ex pattinatrice artistica su ghiaccio austriaca (Vienna, n. 1961)
- Claudia Leistner, ex pattinatrice artistica su ghiaccio tedesca (n. 1965)

## Pattinatrici di velocità su ghiaccio(1)
- Claudia Pechstein, pattinatrice di velocità su ghiaccio tedesca (Berlino Est, n. 1972)

## Pentatlete(3)
- Claudia Cesarini, pentatleta italiana (Roma, n. 1986)
- Claudia Corsini, pentatleta italiana (Roma, n. 1977)
- Claudia Knack, pentatleta tedesca (n. 1988)

## Pesiste(1)
- Claudia Losch, ex pesista tedesca (Wanne-Eickel, n. 1960)

## Pilote automobilistiche(1)
- Claudia Hürtgen, pilota automobilistica tedesca (Aquisgrana, n. 1971)

## Poetesse(2)
- Claudia Rankine, poetessa e scrittrice statunitense (Kingston, n. 1963)
- Claudia Ruggeri, poetessa italiana (Napoli, n. 1967 - Lecce, † 1996)

## Politiche(13)
- Claudia Blum, politica e psicologa colombiana (Cali, n. 1948)
- Claudia Corradini, politica italiana (Mantova, n. 1938)
- Claudia López, politica e politologa colombiana (Bogotá, n. 1970)
- Claudia Mancina, politica, filosofa e storica della filosofia italiana (Treviso, n. 1947)
- Claudia Mannino, politica italiana (Carini, n. 1978)
- Claudia Pavlovich, politica messicana (Magdalena de Kino, n. 1969)
- Claudia Porchietto, politica italiana (Venaria Reale, n. 1967)
- Claudia Rodríguez de Guevara, politica salvadoregna
- Claudia Roth, politica tedesca (Ulma, n. 1955)
- Claudia Ruiz Massieu, politica e avvocata messicana (Città del Messico, n. 1972)
- Claudia Sheinbaum, politica, fisica e ingegnere messicana (Città del Messico, n. 1962)
- Claudia Tenney, politica statunitense (New Hartford, n. 1961)
- Claudia Terzi, politica italiana (Osio Sotto, n. 1974)

## Principesse(2)
- Claudia di Valois, principessa francese (Fontainebleau, n. 1547 - Nancy, † 1575)
- Claudia d'Orléans, principessa francese (Larache, n. 1943)

## Produttrici televisive(1)
- Claudia Lonow, produttrice televisiva e attrice statunitense (New York, n. 1963)

## Psicoanaliste(1)
- Claudia Artoni Schlesinger, psicanalista italiana (Milano, n. 1935 - Milano, † 2012)

## Rapper(1)
- Snow Tha Product, rapper, cantante e attrice statunitense (San Jose, n. 1987)

## Registe(3)
- Claudia von Alemann, regista tedesca (Seebach, n. 1943)
- Claudia Florio, regista e sceneggiatrice italiana (Ancona, n. 1946)
- Claudia Llosa, regista, sceneggiatrice e produttrice cinematografica peruviana (Lima, n. 1976)

## Religiose(1)
- Claudia De Angelis, religiosa italiana (Anagni, n. 1675 - Roma, † 1715)

## Sacerdotesse(1)
- Claudia Pulcra maggiore, sacerdotessa romana

## Saggiste(1)
- Claudia Mongini, saggista e critica cinematografica italiana (Firenze, n. 1975)

## Schermitrici(4)
- Claudia Bokel, ex schermitrice tedesca (Ter Apel, n. 1973)
- Claudia Grigorescu, ex schermitrice rumena (Bucarest, n. 1968)
- Claudia Pasini, schermitrice italiana (Trieste, n. 1939 - Trieste, † 2015)
- Claudia Pigliapoco, schermitrice italiana (Jesi, n. 1983)

## Sciatrici alpine(5)
- Claudia Lösch, sciatrice alpina austriaca (Vienna, n. 1988)
- Claudia Riedl, ex sciatrice alpina austriaca (n. 1965)
- Claudia Riegler, ex sciatrice alpina neozelandese (Ebenau, n. 1976)
- Claudia Seidl, ex sciatrice alpina slovena (n. 1996)
- Claudia Wernig, ex sciatrice alpina austriaca

## Sciatrici freestyle(1)
- Claudia Gueli, sciatrice freestyle australiana (n. 1997)

## Scrittrici(6)
- Claudia Amengual, scrittrice e traduttrice uruguaiana (Montevideo, n. 1969)
- Claudia Casoretti, scrittrice e traduttrice italiana (n. 1832 - Macherio, † 1882)
- Claudia Durastanti, scrittrice e traduttrice italiana (New York, n. 1984)
- Claudia Gray, scrittrice statunitense (n. 1970)
- Claudia Piñeiro, scrittrice e sceneggiatrice argentina (Burzaco, n. 1960)
- Claudia Salvatori, scrittrice e fumettista italiana (Genova, n. 1954)

## Snowboarder(1)
- Claudia Riegler, snowboarder austriaca (Vienna, n. 1973)

## Soprani(3)
- Claudia Muschio, soprano italiano (Brescia, n. 1995)
- Claudia Muzio, soprano italiano (Pavia, n. 1889 - Roma, † 1936)
- Claudia Pinza Bozzolla, soprano argentino (Buenos Aires, n. 1925 - Pittsburgh, † 2017)

## Sovrane(2)
- Claudia di Francia, sovrana (Romorantin, n. 1499 - Blois, † 1524)
- Claudia Felicita d'Austria, sovrana (Innsbruck, n. 1653 - Vienna, † 1676)

## Storiche dell'arte(2)
- Claudia Nordhoff, storica dell'arte tedesca (Amburgo, n. 1962)
- Claudia Salaris, storica dell'arte italiana (Roma)

## Supercentenarie(1)
- Claudia Baccarini, supercentenaria italiana (Faenza, n. 1910 - Faenza, † 2024)

## Tenniste(3)
- Claudia Giovine, tennista italiana (Brindisi, n. 1990)
- Claudia Kohde Kilsch, ex tennista tedesca (Saarbrücken, n. 1963)
- Claudia Porwik, ex tennista tedesca (Coburgo, n. 1968)

## Traduttrici(1)
- Claudia Zonghetti, traduttrice italiana (Fano, n. 1966)

## Senza attività specificata(8)
- Claudia Cerutti, ex pentatleta italiana (Roma, n. 1972)
- Claudia Antonia, romana (n. 30 - † 66)
- Claudia Quinta, romana (Roma, n. 89 a.C.)
- Claudia Quinta, romana
- Claudia Cretti, paraciclista, ex ciclista su strada e pistard italiana (Lovere, n. 1996)
- Claudia Gobbato, ex politica italiana (Vizzolo Predabissi, n. 1987)
- Claudia Purker, combinatista nordica e ex saltatrice con gli sci austriaca (n. 1999)
- Claudia Rusca, monaca cristiana, compositrice e musicista italiana (n. 1593 - † 1676)